# 岩松守純
岩松守純（1532年—1616年3月26日），日本戰國時代至江戶時代初期於上野國的武將、戰國大名。江戶幕府旗本。岩松氏第14代當主。父親是第13代當主岩松氏純。

## 生平
在天文元年（1532年），家中嫡男。父親氏純因為第一家老橫瀨成繁（由良成繁）的專橫，在天文17年（1548年）自殺。因此，繼任家督並成為第14代當主，不過仍然沒能掌握權勢，最後居城金山城被成繁奪去，大名岩松氏滅亡。
天正18年（1590年），在德川家康移封關東時，送出祝賀的書狀。在江戶幕府建立後，慶長16年（1611年），與嫡男豐純一同受家康召見，被家康要求出示祖先（新田氏）的家系圖，因為拒絕而沒有得到任何賞賜。此後，被賜予新田郡市野井村感應寺曲輪20石，並成為旗本，之後移住至世良田。在元和2年（1616年）死去。享年85歲。繼承人是嫡男豐純。

## 外部連結
- 武家家伝＿岩松氏 （页面存档备份，存于）